# Cynégétique (Xénophon)
Pour les articles homonymes, voir Cynégétique (homonymie).
 (mai 2015).
La Cynégétique — De la chasse au chien —  est un traité technique de Xénophon portant principalement sur la chasse à pied avec des chiens, de gibier à poil , du lièvre à la panthère, principalement avec des filets.
Écrit vers 393, alors que Xénophon venait de s'installer à la tête du vaste domaine de chasse de Scillonte, que son ami roi de Sparte, Agésilas II, venait de lui attribuer dans le Péloponnèse à proximité d'Olympie pour services rendus à la cause spartiate et pour lesquels il avait été banni d'Athènes.
Son tout premier livre est un manuel technique, un de ses quatre ouvrages dont les titres se terminent en grec en  « —ique » avec l'Hipparque, la Cyropédie, l'Écononomique.

## Le livre

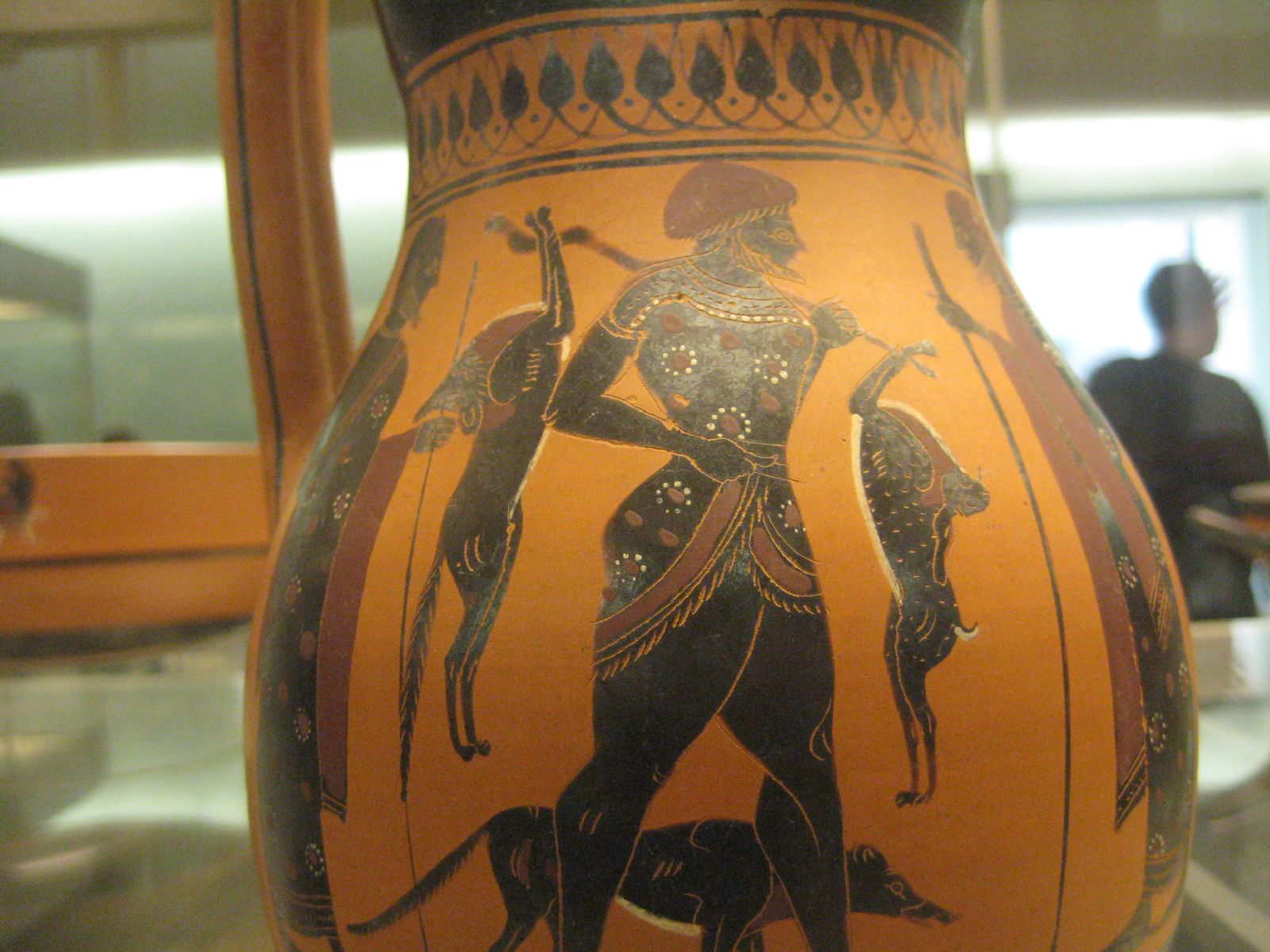
Chasseur et son chien de retour de la chasse (-550-500).

### Chapitre I. Les dieux ont enseigné la chasse à Chiron, qui l'a enseignée à son tour à une foule de héros
La chasse et les chiens sont une invention du dieu Apollon et de la déesse Artémis.

C'est par la chasse qu'on devient bon à la guerre et dans tous les arts qui doivent apprendre à bien penser, à bien dire et à bien faire/

### Chapitre II. Trois sortes de filets: leurs structures.
Les rets, les panneaux et les toiles.

### Chapitre III. Deux espèces de chiens. Chiens de mauvaises qualité
Les castorides et les alopécides.

### Chapitre V. Des traces du lièvre, de son gite, de ses habitudes

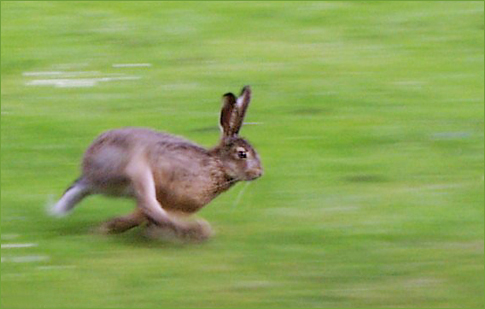
Un lièvre d'Europe peut courir à une vitesse de 60 km/h en moyenne et atteindre 80 km/h en pointe.

Deux espèces de lièvres : les grands et les petits. Les petits abondent dans les îles. Description du corps du lièvre. 

Préceptes relatifs au terrain de chasse.

### Chapitre VI. Du harnais des chiens, du temps où il faut les sortir, du garde-filet.
Harnais du chasseur. 

Le lancer, la poursuite, la prise du lièvre.

### Chapitre VIII. De la chasse au lièvre par temps de neige.

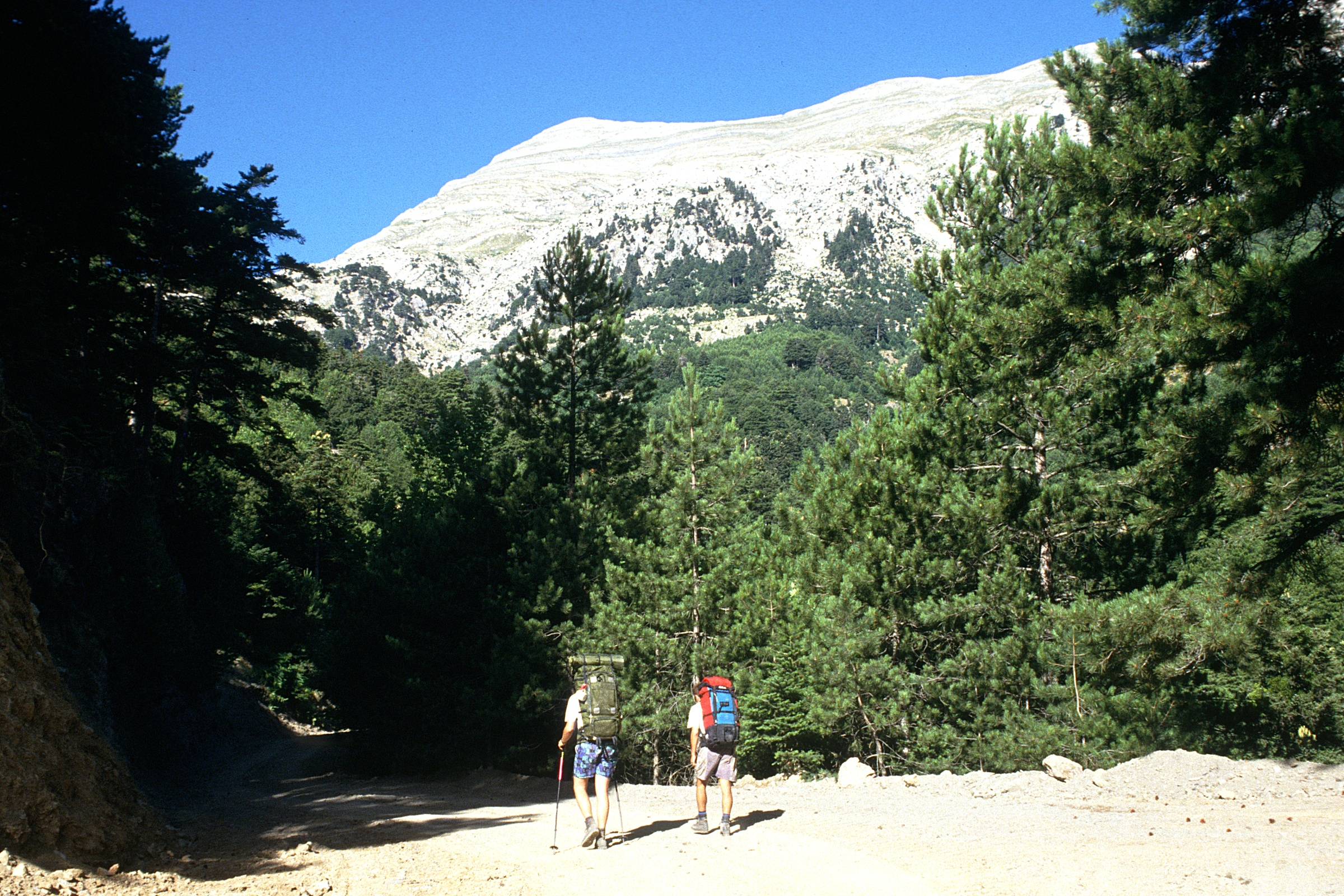
Le mont Taygète, terrain de chasse au lièvre sous la neige.

### Chapitre IX. De la chasse aux faons et aux cerfs.

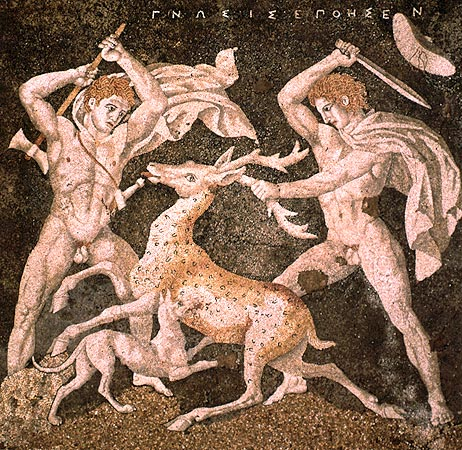
Chasse au cerf avec des chiens. Fresque macédonienne de la fin du

Avec des javelots et des chausse-trapes. Dans les terres cultivées et en montagne.

### Chapitre X. De la chasse au sanglier.
Les chiens, les armes, les rets. 

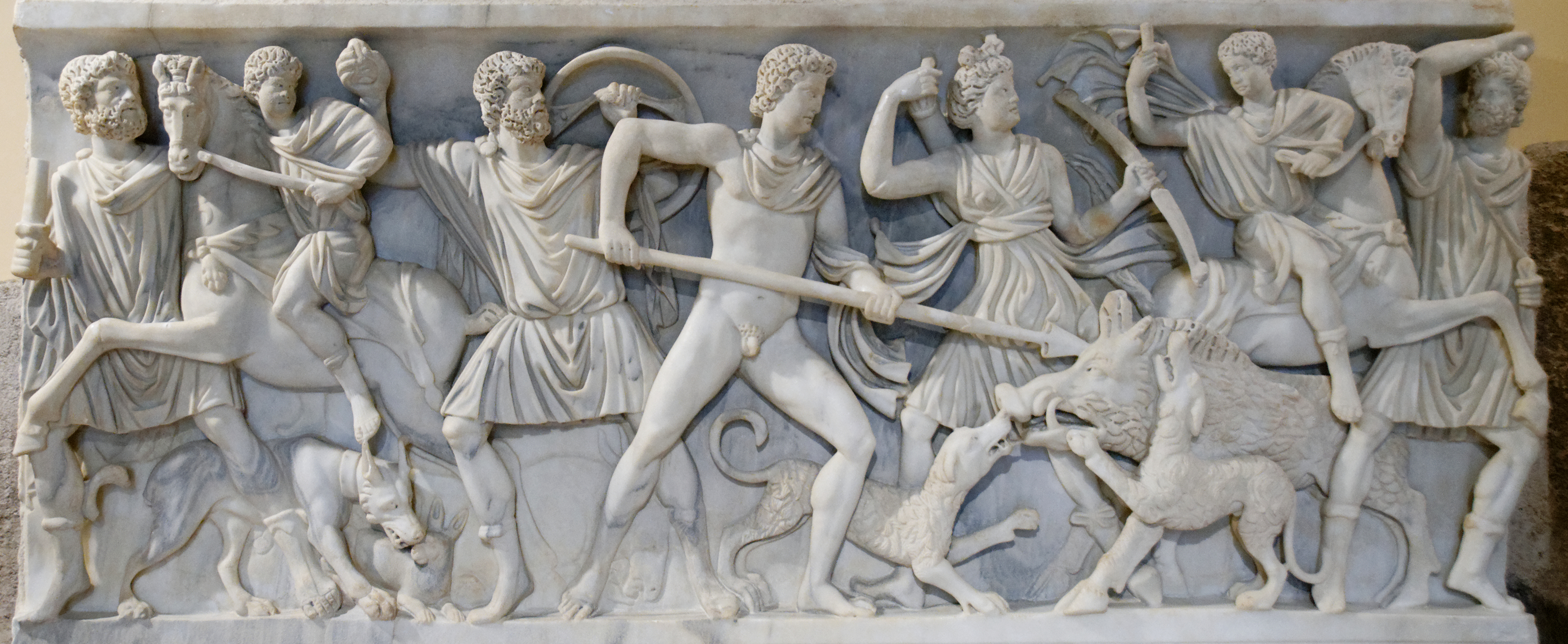
Scène de chasse au sanglier, au pieu avec l'aide de chiens, par le héros grec Méléagre en présence de la déesse Artémis.

La quête et la lutte avec la bête. Diverses manières de la prendre.

### Chapitre XI.  De la chasse aux lions, aux panthères et autres fauves

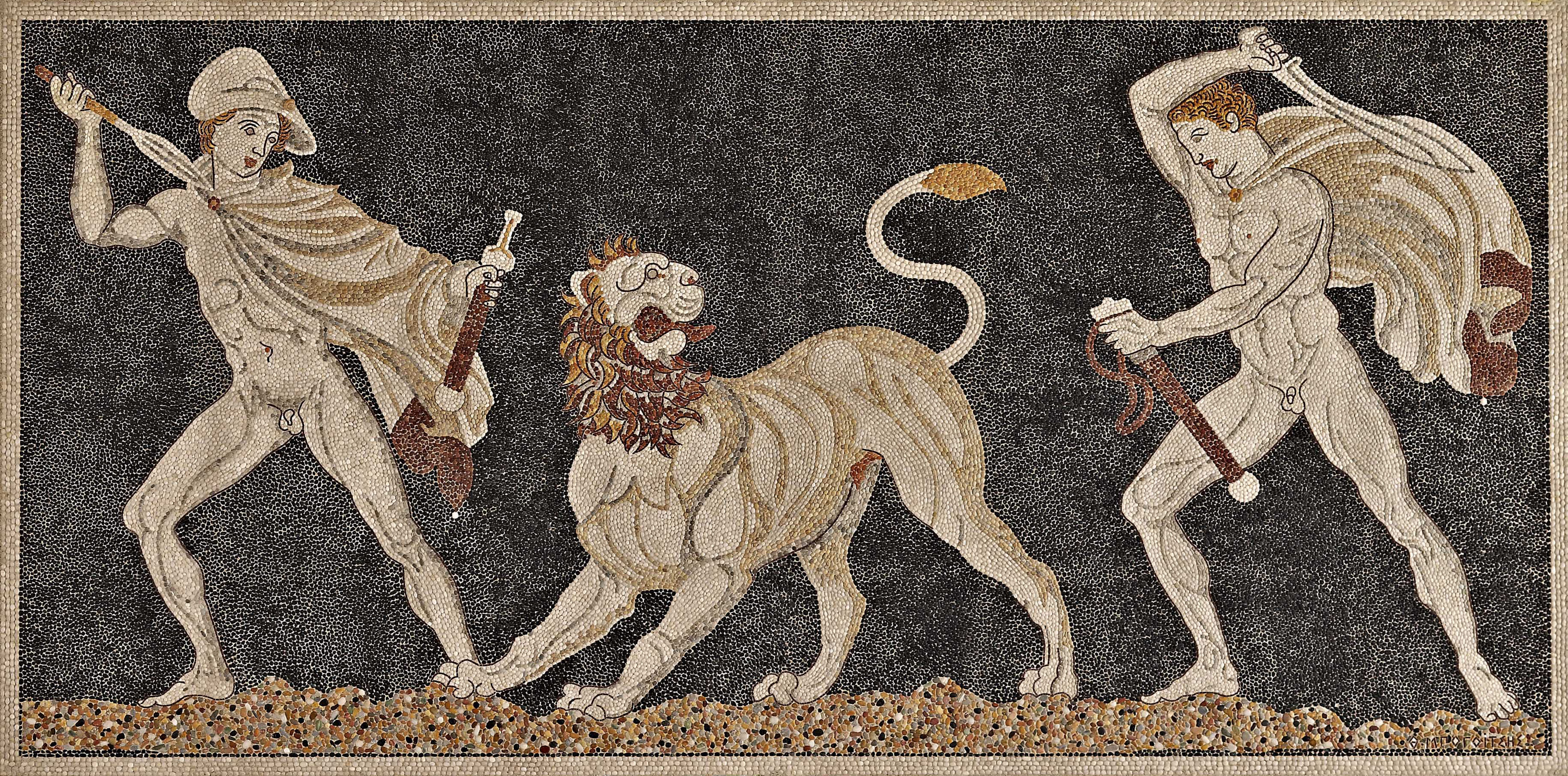
Mosaïque de la chasse au lion de Pella.

Dans des contrées étrangères au-delà de la Macédoine ou en Syrie.
 
Avec un poison, l'aconit, à cheval ou en creusant des fosses circulaires avec une chèvre comme appât.

### Chapitre XII. Utilité de la chasse, principalement pour la guerre. La chasse est aussi une école de vertu.
L'utilité de la chasse est considérable.

### Chapitre XIII. De l'enseignement des sophistes et de celui de l'auteur. Comparaison des mauvais politiciens et des chasseurs. La jeunesse doit pratiquer la chasse
Les dieux et les déesses (comme Artémis) aiment à chasser et à voir chasser.